# Amorphinopsis foetida
Amorphinopsis foetida är en svampdjursart som först beskrevs av Arthur Dendy 1889.  Amorphinopsis foetida ingår i släktet Amorphinopsis och familjen Halichondriidae. Inga underarter finns listade i Catalogue of Life.